# Santuario della Madonna di Gallivaggio
(Giovanni Paolo II, Regina Caeli, 5 maggio 1996)
Il Santuario dell’Apparizione di Maria Vergine a Gallivaggio, conosciuto anche come Santuario della Madre della Misericordia, Santuario di Santa Maria di Gallivaggio, Santuario della Madonna di Gallivaggio o più semplicemente, come Santuario di Gallivaggio è un luogo di culto cattolico situato nell'omonima frazione di San Giacomo Filippo, in provincia di Sondrio. Il Santuario è annoverato nell'elenco dei Santuari e templi votivi della Diocesi di Como.

## Storia

### L'apparizione
Il 10 ottobre 1492 due ragazze di Lirone e Vhò (frazioni del comune di San Giacomo Filippo), mentre raccoglievano castagne nel bosco videro una signora dal "portamento nobilissimo", in piedi su di un masso e avvolta da una luce straordinaria, che avrebbe rivelato loro di essere la Madonna, incaricandole di riferire ai peccatori di convertirsi per evitare punizioni divine. Il colloquio ci è pervenuto in una copia seicentesca della pergamena originaria, andata perduta, che narrava l'episodio aggiungendo un elenco di eventi miracolosi seguiti all'apparizione, tra i quali la guarigione della madre paralitica di una delle due ragazze.

### Costruzione e ampliamenti
L'attuale Santuario fu costruito a partire dall'anno 1598, in sostituzione di una precedente chiesa che, nel 1510 era stata eretta al posto di una cappella lignea del 1493. A sua volta, la cappella era stata costruita attorno a un masso dove, secondo la tradizione, il 10 ottobre 1492 la Vergine Maria era apparsa a due fanciulle. 
La costruzione del Santuario, per la quale furono assunte manovalanze ticinesi, durò fino al 1603. La consacrazione dell'edificio religioso avvenne dodici anni dopo, per mano del vescovo di Como Filippo Archinto.
Nel 1660, un grosso masso si staccò dalla montagna che sovrasta il Santuario. Da questo masso venne ricavato il portale d'ingresso principale, realizzato nel 1664.
Sul finire del XVII secolo, sopra il tetto del Santuario venne eretto un piccolo campanile.
Nel 1694 venne costruita l'ala riservata alla sacrestia, opera realizzata grazie alle donazioni di una comunità di migranti che, dalla valle Spluga, si erano trasferiti a Roma in cerca di fortuna. A questi emigrati, così come a quelli appartenenti ad analoghe comunità di Venezia e Palermo, si devono anche numerosi oggetti liturgici, paramenti e stendardi donati al Santuario nel corso del Settecento. Alla comunità palermitana si deve anche , nel 1673, il dono dell'organo e della relativa cassa. Realizzato nel 1667, lo strumento rimase sul lato sinistro della navata centrale fino al 1759, anno in cui, dopo aver chiuso il rosone che dava sul piazzale antestante il Santuario, l'organo venne ricollocato in controfacciata.
Attorno al 1770 si costruì l'oratorio detto delle tre confraternite, collocato in posizione simmetrica rispetto all'ala ospitante la sacrestia.
Sede di rettoria fin dal 1515, durante il Settecento la chiesa è documentata con il rango di viceparrocchiale, anche se sul finire dello stesso secolo risulta costituire una sede di priorato. Circa un secolo dopo, gli atti della visita pastorale compiuta dal vescovo Andrea Carlo Ferrari descrivono la chiesa come sede di una parrocchia.

### XX secolo
Una bolla pontificia datata 25 novembre 1942 sancì l'aggregazione del Santuario alla basilica di Santa Maria Maggiore di Roma.
Il 16 novembre 2000, il vescovo Alessandro Maggiolini mise ufficialmente la Valchiavenna sotto la protezione della Madonna della Misericordia di Gallivaggio.

### Frana del 2018 e recupero
Il 29 maggio 2018 una frana che da giorni minacciava l'area del Santuario si staccò dalla montagna. 
La chiesa rimase in piedi, anche se i danni causati dai detriti dello smottamento resero la struttura inagibile.

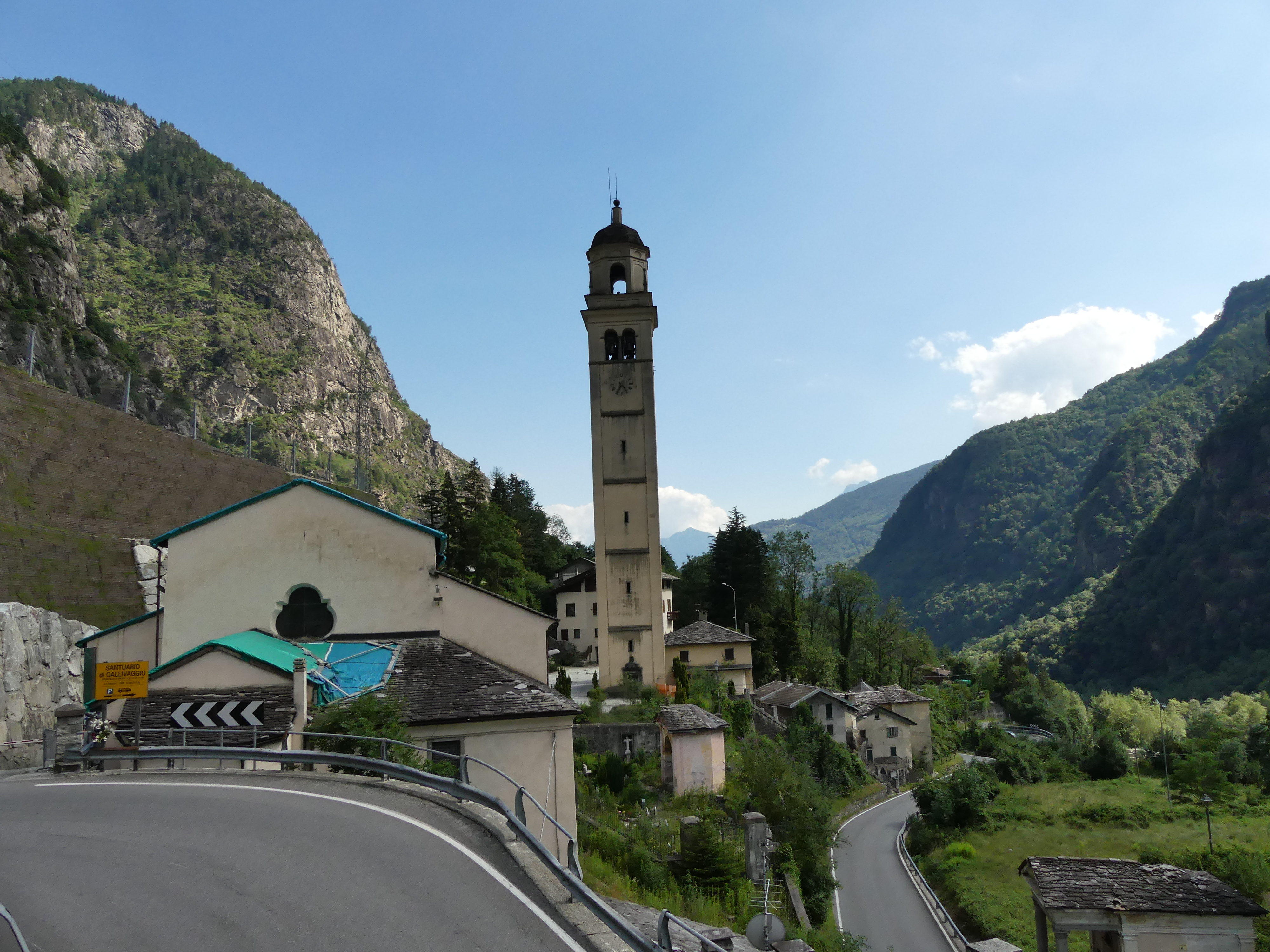
Il santuario visto dalla SS36 nel 2023, ancora inagibile dopo la frana del 2018; si noti il tetto con le coperture provvisorie

Ad ottobre 2024, oltre 6 anni dopo la frana, venne annunciato il prossimo inizio dei lavori di recupero. Nel novembre dello stesso anno, il sito venne vandalizzato da ignoti con graffiti blasfemi.
Nel 2025 furono effettivamente avviati i lavori, con conclusione (inizialmente prevista nel 2026) preventivata nel corso del 2027.

## Descrizione

### Esterni
La chiesa si presenta con una facciata a salienti, nella quale si aprono tre porte e quattro finestre. Sopra al portale centrale trova posto un gruppo di sculture rappresentative della presunta apparizione mariana, opere tardoseicentesche realizzate su commissione di un gruppo di emigrati a Como. Nel XVII secolo venne anche dipinto l'affresco che, sopra al portale centrale, raffigura nuovamente la scena dell'apparizione. Sopra al portale di sinistra si trova invece una scultura del 1784, raffigurante l'episodio biblico di Ester e Assuero.
Sul piazzale antestante la facciata della chiesa trova posto un possente campanile, alto 52 m. Eretta tra il 1728 e il 1731, la costruzione ospita un concerto di cinque campane.
Nei pressi del campanile si trova il punto più alto della cosiddetta Scala Santa (1936), una scalinata di 72 gradini che collega il piazzale alla sottostante strada statale. Ai lati della scalinata, il cui numero di gradini vuole simboleggiare la presunta età di Maria al momento dell'Assunzione, trovano posto 18 formelle in bronzo che raffigurano altrettante scene della vita della Madonna.

### Interni
Il presbiterio, dominato dall'altare maggiore del 1742, ospita un ciclo di affreschi eseguiti da Giovanni Domenico Caresana (1605-1606) per conto della famiglia piurese dei Vertemate; lo stesso Caresana è autore anche delle pitture che ornano i muri delle cappelle laterali. L'altare è sovrastato da un grande Crocefisso sospeso. Sotto alla tavola della mensa trova posto il masso in granito legato alla presunta apparizione mariana. Gli affreschi della navata sono invece di Luigi Tagliaferri.

Interni del santuario negli anni '80

Nella primavera del 2018, a causa di una frana che minacciava l'area di Gallivaggio, le principali opere d'arte del Santuario furono spostate in luogo sicuro. Tra queste si contano:
- una Incoronazione di Maria, già pala d'altare del Santuario, dipinta dal Duchino nel 1606;[11]
- un Crocifisso coi francescani, tela di Cesare Ligari datata 1739;[11]
- il gruppo di statue in legno rappresentative dell'apparizione della Beata Vergine di Gallivaggio, opera realizzata nel 1631[5].

Le statue, che fino allo spostamento si trovavano al centro dell'altare maggiore, vennero trasferite nella cappella di Santa Marta della Collegiata di San Lorenzo a Chiavenna.